# Beaulencourt
Beaulencourt est une commune française située dans le département du Pas-de-Calais en région Hauts-de-France. Ses habitants sont appelés les Beaulencourtois. La commune est membre de la communauté de communes du Sud-Artois.

## Géographie

### Localisation
Localisée dans le sud-est du département du Pas-de-Calais et limitrophe du département de la Somme, Beaulencourt est une commune limitrophe de Bapaume et située, à vol d'oiseau, à 25 km au sud-est de la commune d’Arras (chef-lieu d'arrondissement et préfecture du Pas-de-Calais).
Le territoire de la commune est limitrophe de ceux de sept communes dont deux, Gueudecourt et Lesbœufs, dans le département de la Somme.
Les communes limitrophes sont Riencourt-lès-Bapaume, Ligny-Thilloy, Le Transloy, Villers-au-Flos, Gueudecourt, Lesbœufs et Bapaume.

### Géologie et relief
La superficie de la commune est de 4,9 km2 ; son altitude varie de 107  à   131 mètres.

### Hydrographie
Le territoire de la commune est situé dans le bassin Artois-Picardie. Elle n'est drainée par aucun cours d'eau,.

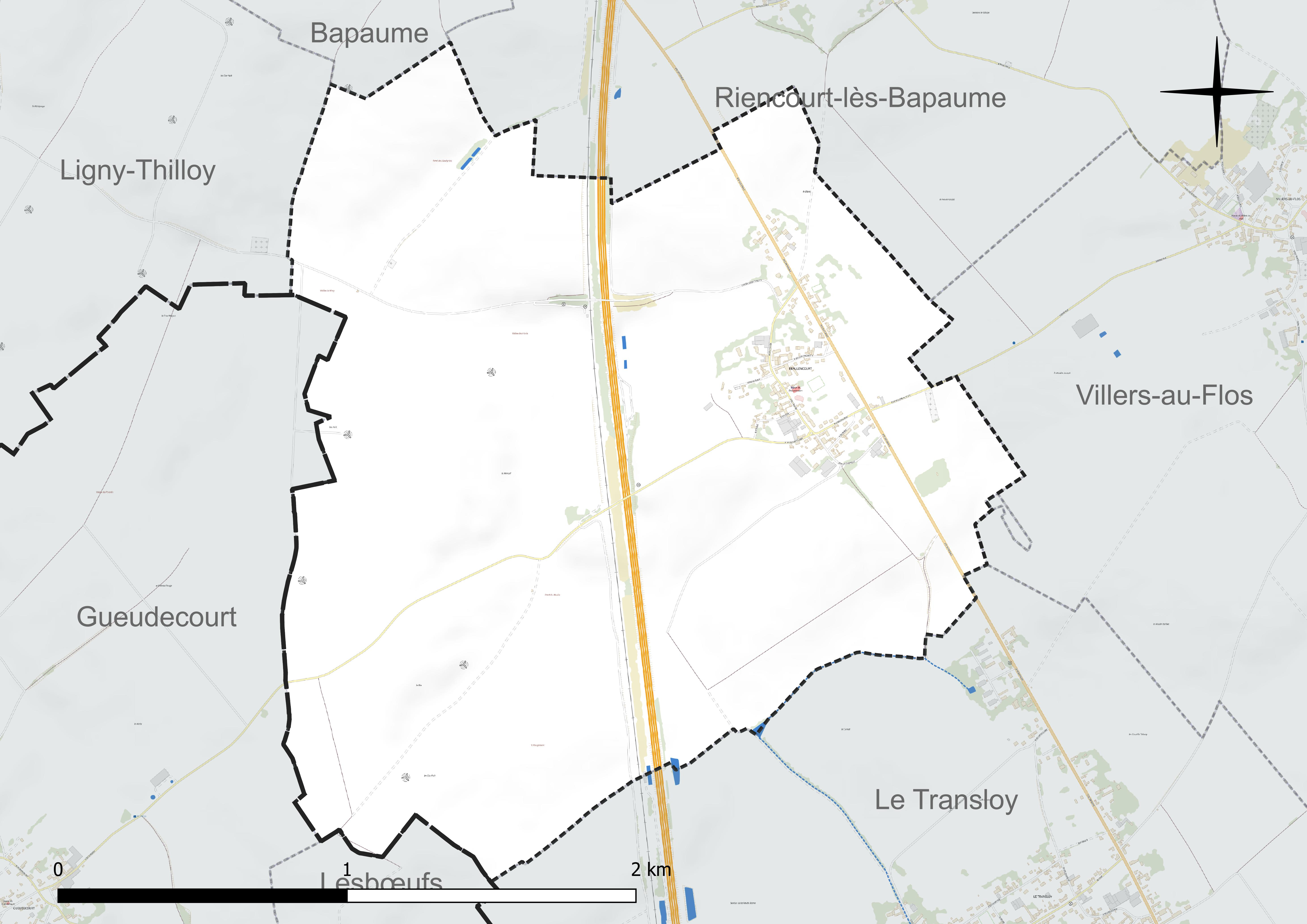
Réseau hydrographique de Beaulencourt.

### Climat
Pour des articles plus généraux, voir Climat des Hauts-de-France et Climat du Pas-de-Calais.
En 2010, le climat de la commune est de type climat océanique dégradé des plaines du Centre et du Nord, selon une étude du CNRS s'appuyant sur une série de données couvrant la période 1971-2000. En 2020, Météo-France publie une typologie des climats de la France métropolitaine dans laquelle la commune est exposée à un climat océanique et est dans la région climatique Nord-est du bassin Parisien, caractérisée par un ensoleillement médiocre, une pluviométrie moyenne régulièrement répartie au cours de l'année et un hiver froid (3 °C).
Pour la période 1971-2000, la température annuelle moyenne est de 10 °C, avec une amplitude thermique annuelle de 14,6 °C. Le cumul annuel moyen de précipitations est de 752 mm, avec 11,4 jours de précipitations en janvier et 9,2 jours en juillet. Pour la période 1991-2020, la température moyenne annuelle observée sur la station météorologique la plus proche, située sur la commune de Wancourt à 19 km à vol d'oiseau, est de 10,8 °C et le cumul annuel moyen de précipitations est de 711,4 mm,. Pour l'avenir, les paramètres climatiques de la commune estimés pour 2050 selon différents scénarios d'émission de gaz à effet de serre sont consultables sur un site dédié publié par Météo-France en novembre 2022.

### Paysages
Pour un article plus général, voir Paysage en France.
La commune s'inscrit dans les « paysages des grandes plaines arrageoises et cambrésiennes » tels qu'ils sont définis dans l'atlas de paysages de la région Nord-Pas-de-Calais, conçu par la direction régionale de l'Environnement, de l'Aménagement et du Logement (DREAL),.
Ces « paysages des grandes plaines arrageoises et cambrésiennes », qui concernent 238 communes, sont constitués de 80,36 % de cultures, de 8,01 % d'espaces artificialisés avec les communes principales de Cambrai, Caudry, Bapaume et Avesnes-le-Comte, de 7,25 % de prairies naturelles, permanentes, de 3,19 % de forêts et de milieux semi-naturels, 0,77 % de friches industrielles, de 0,38 % de cours d'eau et plan d'eau et de 0,04 % d’espaces industriels. Ces paysages sont dominés par les « grandes cultures » de céréales et de betteraves industrielles qui représentent 70 % de la surface agricole utilisée (SAU).

## Urbanisme

### Typologie
Au 1er janvier 2024, Beaulencourt est catégorisée commune rurale à habitat dispersé, selon la nouvelle grille communale de densité à sept niveaux définie par l'Insee en 2022.
Elle est située hors unité urbaine. Par ailleurs la commune fait partie de l'aire d'attraction de Bapaume, dont elle est une commune de la couronne,. Cette aire, qui regroupe 21 communes, est catégorisée dans les aires de moins de 50 000 habitants,.

### Occupation des sols
L'occupation des sols de la commune, telle qu'elle ressort de la base de données européenne d'occupation biophysique des sols Corine Land Cover (CLC), est marquée par l'importance des territoires agricoles (93,1 % en 2018), en diminution par rapport à 1990 (100 %). La répartition détaillée en 2018 est la suivante : 
terres arables (85,9 %), zones agricoles hétérogènes (7,2 %), zones industrielles ou commerciales et réseaux de communication (6,9 %). L'évolution de l'occupation des sols de la commune et de ses infrastructures peut être observée sur les différentes représentations cartographiques du territoire : la carte de Cassini (XVIIIe siècle), la carte d'état-major (1820-1866) et les cartes ou photos aériennes de l'IGN pour la période actuelle (1950 à aujourd'hui).

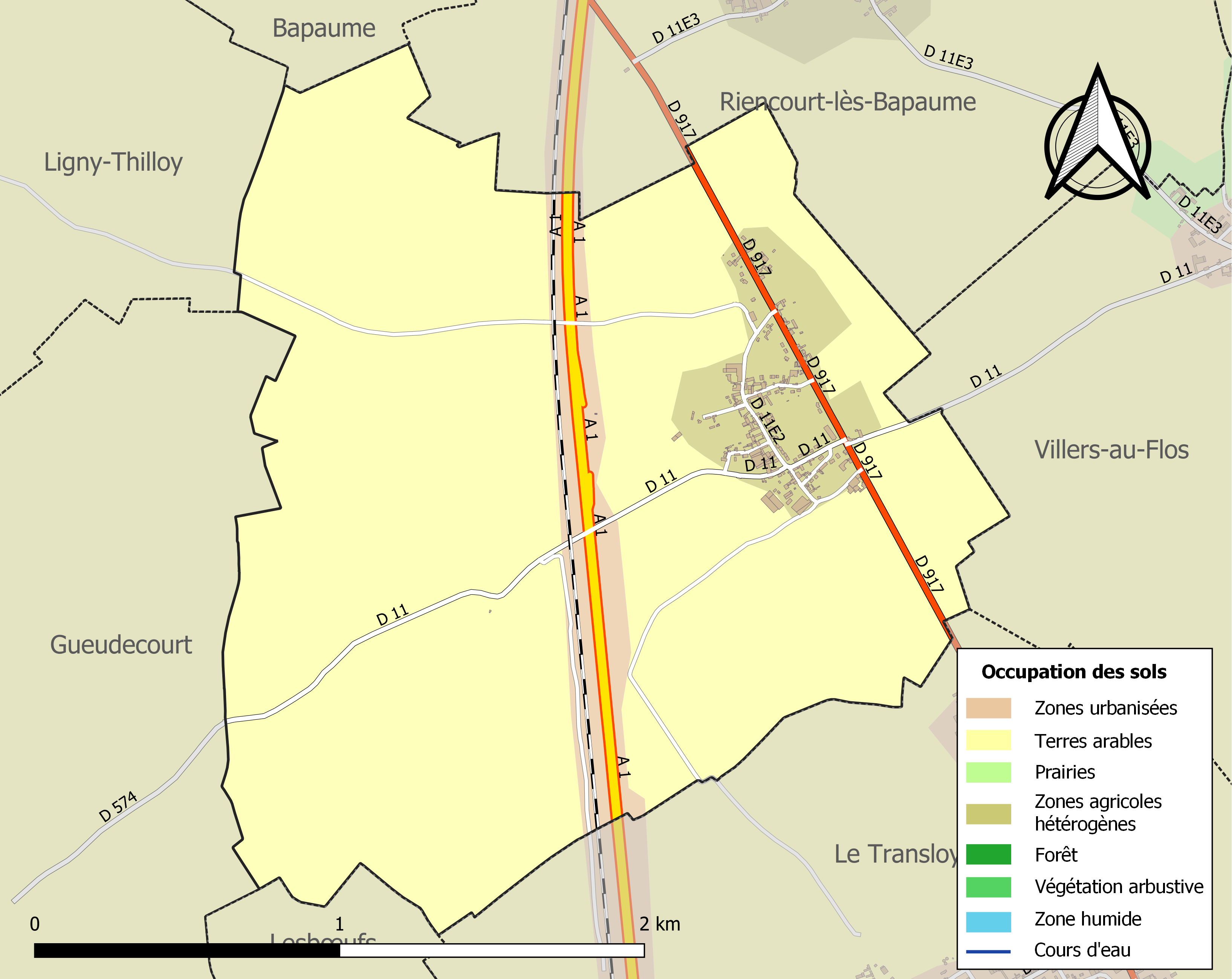
Carte des infrastructures et de l'occupation des sols de la commune en 2018 (CLC).

### Voies de communication et transports

#### Voies de communication
La commune est desservie par les routes départementales D 11 et D 917 qui relie Péronne et Avesnes-lès-Bapaume. La commune est traversée, du nord au sud, par  l'autoroute A1 reliant Paris à Lille, la sortie la plus proche étant la no 14 située à 6 km au nord,.

#### Transport ferroviaire
La commune se trouve à 11 km de la gare d'Achiet, située sur la ligne de Paris-Nord à Lille. C'est une halte voyageurs de la Société nationale des chemins de fer français (SNCF), desservie par des trains TER Hauts-de-France.

## Toponymie
Balleincort (1127), Bellaincourt (vers 1144), Bellincort (1184).

Ces noms de localités se terminant par -court sont le plus souvent des hameaux ou de petits villages. L'appellatif toponymique -court (français moderne cour) est issu du gallo-roman CORTE qui signifie « domaine ». Cet appellatif est généralement précédé d'un nom de personne germanique. Ces formations toponymiques datent du Moyen Âge. Cette façon de nommer les lieux serait liée à l'apport germanique du VIe siècle,.
Le premier élément Beaulen- s'explique par un nom de personne germanique nommé Bellin

## Histoire
La commune est citée à l'ordre de l'armée et est décorée de la croix de guerre 1914-1918 par décret du 23 septembre 1920, distinction également attribuée à 276 autres communes du Pas-de-Calais,.

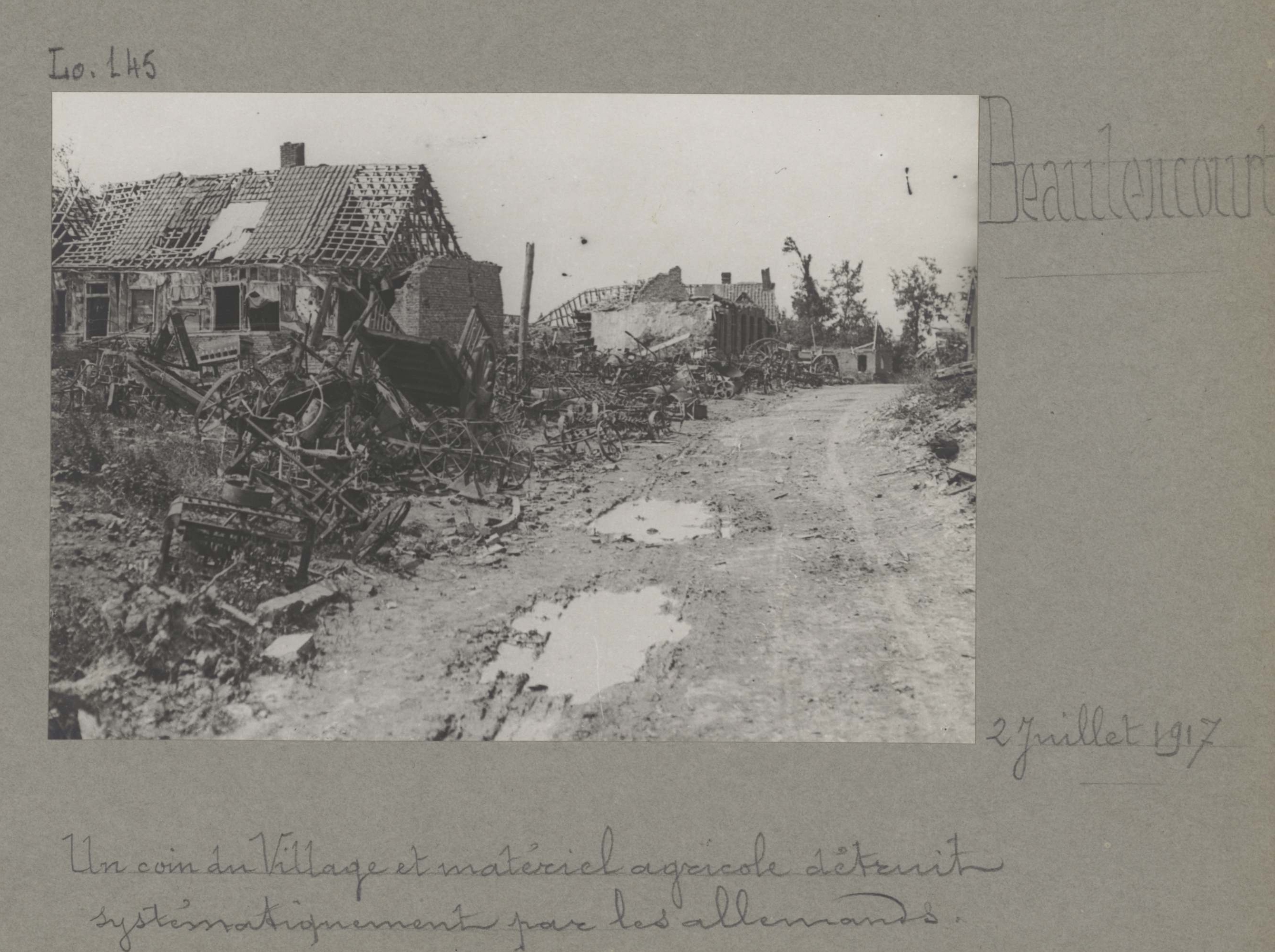
Photo montrant les ruines du village de Beaulencourt en juillet 1917.
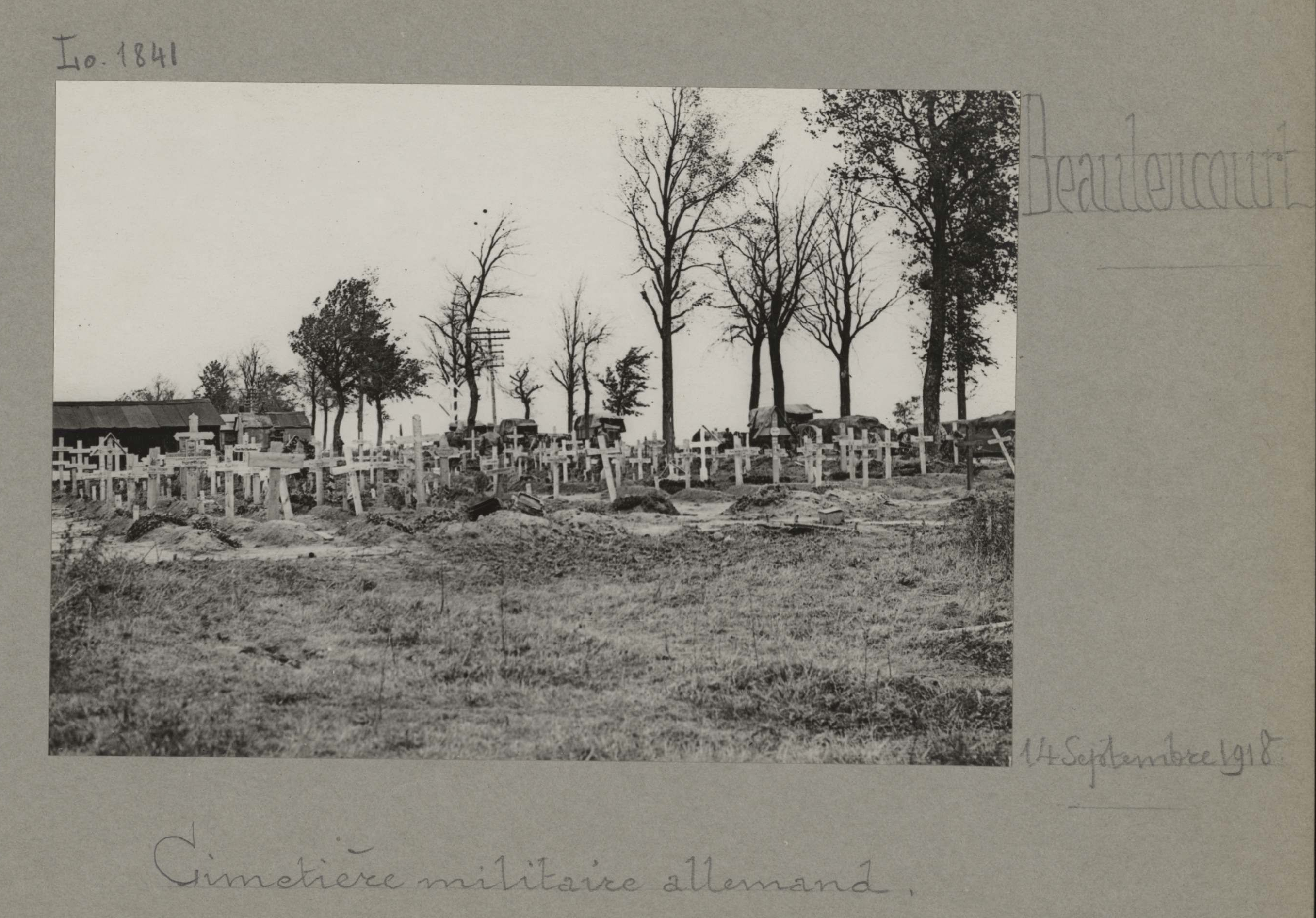
Cimetière provisoire allemand de Beaulencourt en septembre 1917 dont les corps ont été transportés dans le cimetière de Sapignies après l'armistice.

## Politique et administration

### Découpage territorial
La commune se trouve dans l'arrondissement d'Arras du département du Pas-de-Calais.

#### Commune et intercommunalités
La commune est membre de la communauté de communes du Sud-Artois qui regroupe 64 communes et totalise 27 059 habitants en 2021.

#### Circonscriptions administratives
La commune est rattachée au canton de Bapaume.

#### Circonscriptions électorales
Pour l'élection des députés, la commune fait partie de la première circonscription du Pas-de-Calais.

### Élections municipales et communautaires
Jean-Jacques Cottel, conseiller général du canton de Bapaume de 2001 jusqu'à sa démission en avril 2014, député de la 1re circonscription du Pas-de-Calais de juin 2012 à juin 2017, devient en mars 2014 maire de Bapaume et devient le mois suivant président de la communauté de communes du Sud-Artois. C'est ainsi que son épouse Édith Cottel se présente et devient maire de Beaulencourt.
| Identité                                    | Période   | Période   | Durée            | Étiquette        |
| Identité                                    | Début     | Fin       | Durée            | Étiquette        |
| ------------------------------------------- | --------- | --------- | ---------------- | ---------------- |
| Jean-Jacques Cottel (né le 17 juillet 1953) | juin 1995 | mars 2014 | 18 ans et 9 mois | Parti socialiste |
| Édith Cottel (d) (née le 25 mai 1953)       | mars 2014 | En cours  | 11 ans et 5 mois | Parti socialiste |

## Équipements et services publics

### Justice, sécurité, secours et défense
La commune dépend du tribunal judiciaire de Saint-Omer, du conseil de prud'hommes de Saint-Omer, de la cour d'appel de Douai, du tribunal de commerce de Boulogne-sur-Mer, du tribunal administratif de Lille, de la cour administrative d'appel de Douai, du tribunal judiciaire de Boulogne-sur-Mer et du tribunal pour enfants de Saint-Omer.

## Population et société

### Démographie
Les habitants de la commune sont appelés les Beaulencourtois.

#### Évolution démographique
L'évolution du nombre d'habitants est connue à travers les recensements de la population effectués dans la commune depuis 1793. Pour les communes de moins de 10 000 habitants, une enquête de recensement portant sur toute la population est réalisée tous les cinq ans, les populations de référence des années intermédiaires étant quant à elles estimées par interpolation ou extrapolation. Pour la commune, le premier recensement exhaustif entrant dans le cadre du nouveau dispositif a été réalisé en 2008.

En 2022, la commune comptait 232 habitants, en évolution de −2,11 % par rapport à 2016 (Pas-de-Calais : −0,72 %, France hors Mayotte : +2,11 %).
| 1793 | 1800 | 1806 | 1821 | 1831 | 1836 | 1841 | 1846 | 1851 |
| ---- | ---- | ---- | ---- | ---- | ---- | ---- | ---- | ---- |
| 368  | 346  | 357  | 380  | 433  | 478  | 443  | 483  | 456  |

| 1856 | 1861 | 1866 | 1872 | 1876 | 1881 | 1886 | 1891 | 1896 |
| ---- | ---- | ---- | ---- | ---- | ---- | ---- | ---- | ---- |
| 447  | 450  | 481  | 443  | 476  | 451  | 480  | 451  | 444  |

| 1901 | 1906 | 1911 | 1921 | 1926 | 1931 | 1936 | 1946 | 1954 |
| ---- | ---- | ---- | ---- | ---- | ---- | ---- | ---- | ---- |
| 408  | 362  | 330  | 241  | 244  | 236  | 221  | 211  | 204  |

| 1962 | 1968 | 1975 | 1982 | 1990 | 1999 | 2006 | 2008 | 2013 |
| ---- | ---- | ---- | ---- | ---- | ---- | ---- | ---- | ---- |
| 197  | 192  | 175  | 159  | 175  | 190  | 201  | 204  | 245  |

| 2018 | 2022 | - | - | - | - | - | - | - |
| ---- | ---- | - | - | - | - | - | - | - |
| 233  | 232  | - | - | - | - | - | - | - |

#### Pyramide des âges
En 2018, le taux de personnes d'un âge inférieur à 30 ans s'élève à 33,0 %, soit en dessous de la moyenne départementale (36,7 %). De même, le taux de personnes d'âge supérieur à 60 ans est de 20,6 % la même année, alors qu'il est de 24,9 % au niveau départemental.
En 2018, la commune comptait 126 hommes pour 107 femmes, soit un taux de 54,08 % d'hommes, largement supérieur au taux départemental (48,5 %).
Les pyramides des âges de la commune et du département s'établissent comme suit.
| Hommes | Classe d’âge | Femmes |
| ------ | ------------ | ------ |
| 1,6    | 90 ou +      | 0,0    |
| 4,0    | 75-89 ans    | 6,5    |
| 11,9   | 60-74 ans    | 17,8   |
| 23,8   | 45-59 ans    | 14,0   |
| 27,0   | 30-44 ans    | 27,1   |
| 7,9    | 15-29 ans    | 14,0   |
| 23,8   | 0-14 ans     | 20,6   |

| Hommes | Classe d’âge | Femmes |
| ------ | ------------ | ------ |
| 0,5    | 90 ou +      | 1,6    |
| 5,6    | 75-89 ans    | 8,9    |
| 16,7   | 60-74 ans    | 18,1   |
| 20,2   | 45-59 ans    | 19,2   |
| 18,9   | 30-44 ans    | 18,1   |
| 18,2   | 15-29 ans    | 16,2   |
| 19,9   | 0-14 ans     | 17,9   |

## Culture locale et patrimoine

### Lieux et monuments
- L'église Notre-Dame.
- Le monument aux morts[35].
- Le cimetière militaire de la route de Thilloy.

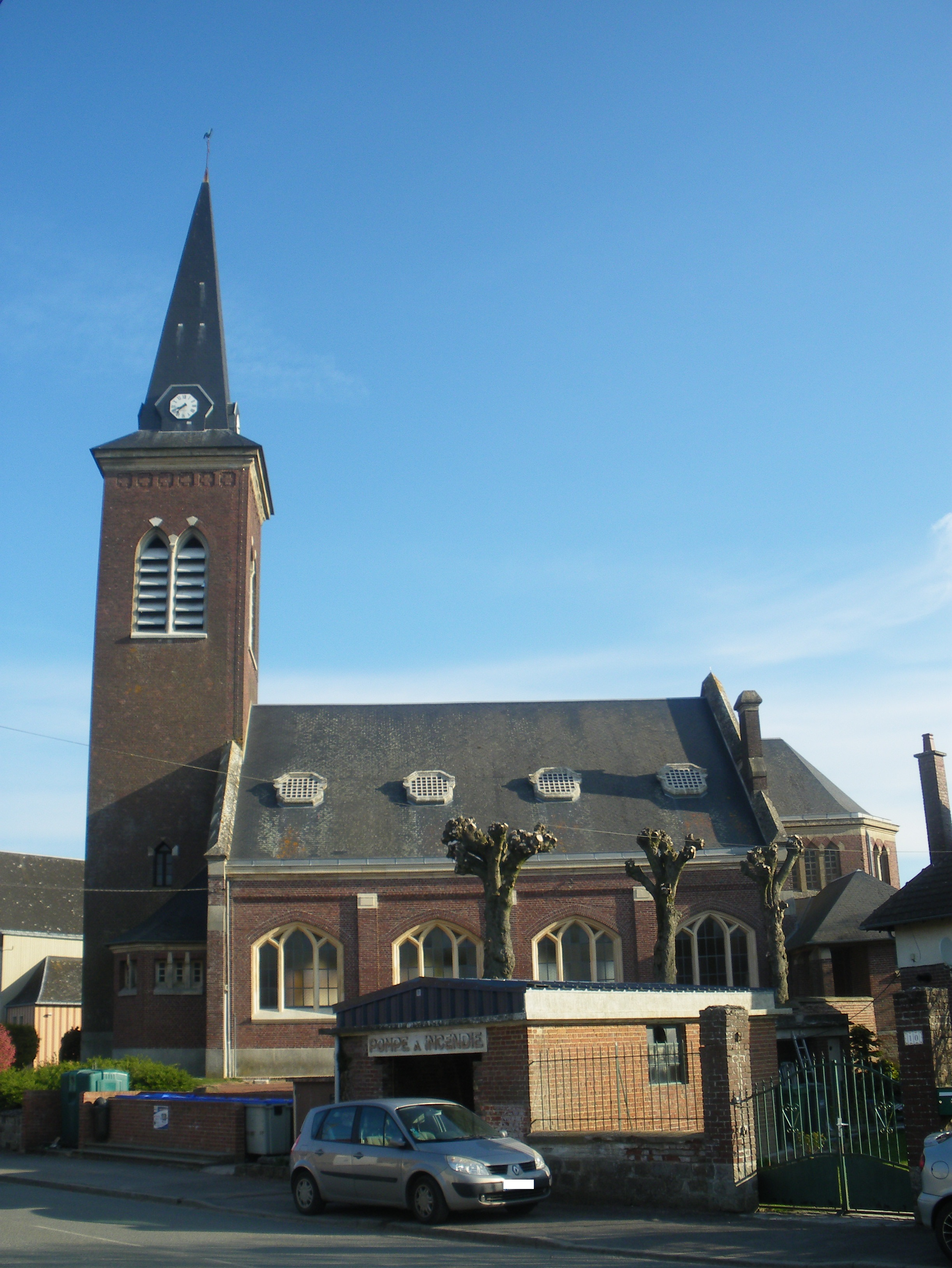
L'église.
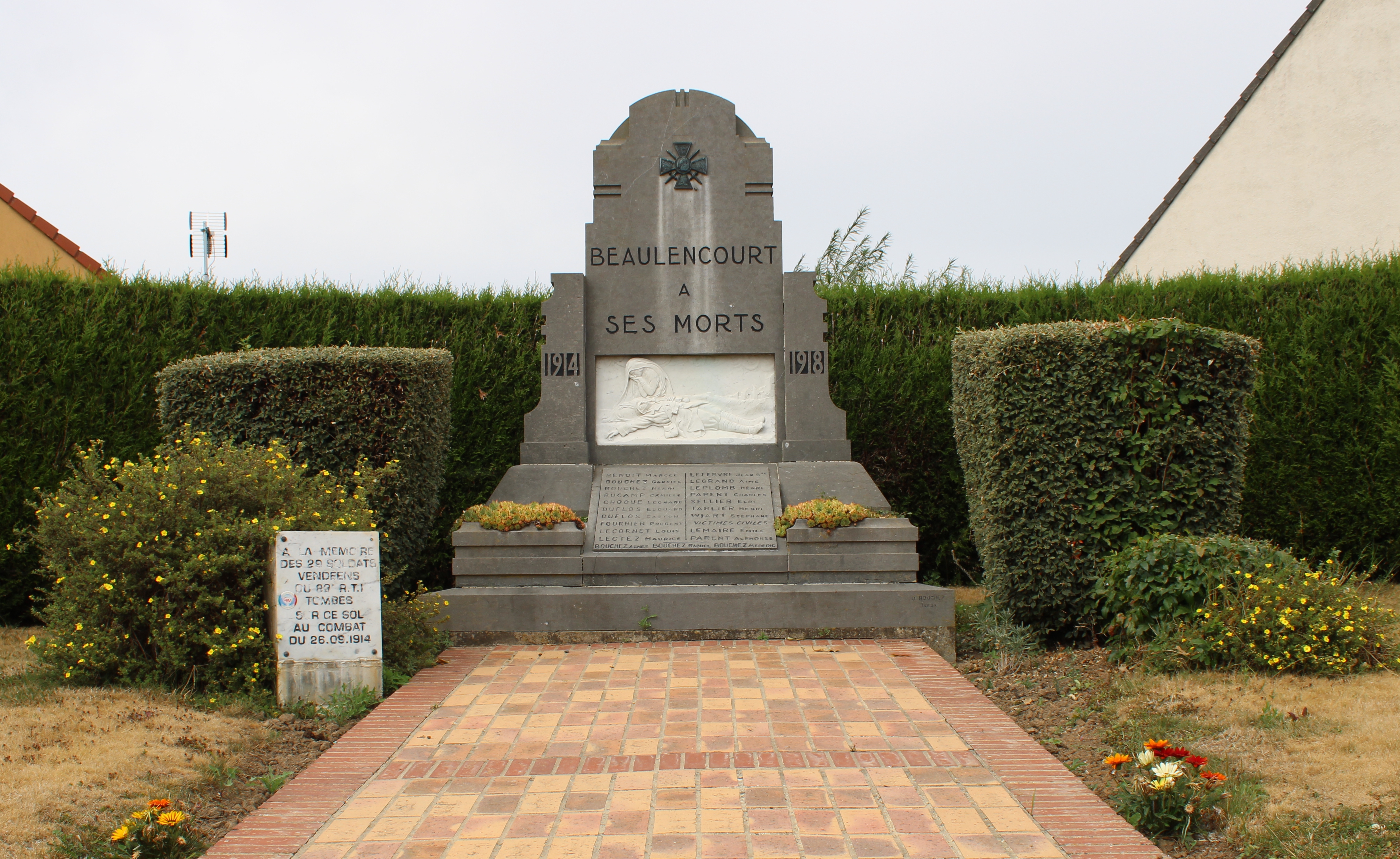
Le monument aux morts.
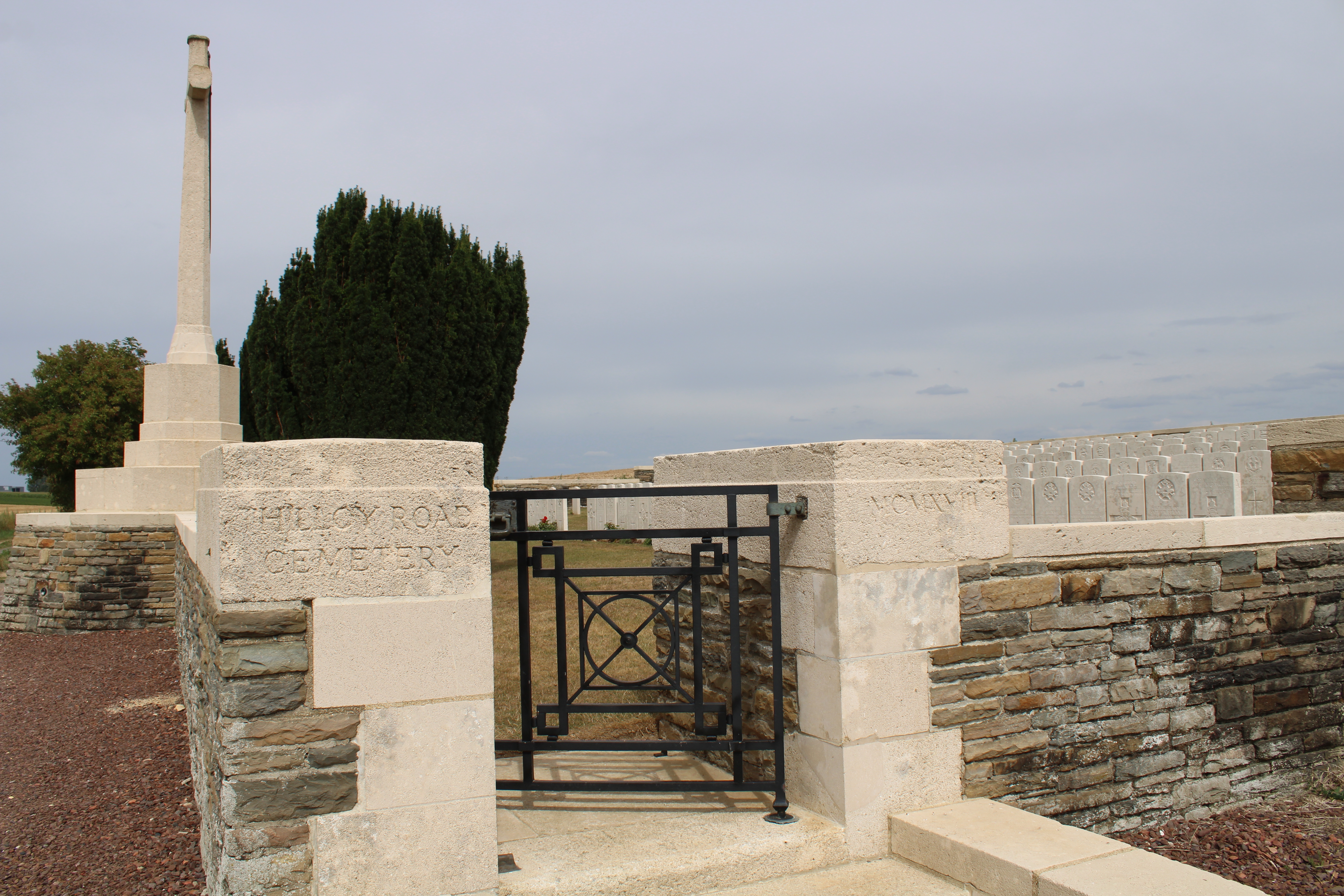
Le cimetière militaire.

### Héraldique
| Blason de Beaulencourt | Blason  | De sable au château de trois tours d'or, ouvert, ajouré et maçonné du champ, à quatre rayons d'argent, mouvant du château, gironnant et s'évasant vers la pointe. Ornements extérieursCroix de guerre 1914-1918 |
| Blason de Beaulencourt | Détails | Le statut officiel du blason reste à déterminer. |

## Pour approfondir